# Neufmoulin Communal Cemetery
Neufmoulin Communal Cemetery is een begraafplaats gelegen in de Franse plaats Neufmoulin (Somme). De militaire graven worden onderhouden door de Commonwealth War Graves Commission.
De begraafplaats telt 7 geïdentificeerde Gemenebestgraven uit de Tweede Wereldoorlog.